# Umbrina milliae
Umbrina milliae és una espècie de peix de la família dels esciènids i de l'ordre dels perciformes.

## Hàbitat
És un peix marí, de clima tropical i bentopelàgic que viu fins als 183 m de fondària.

## Distribució geogràfica
Es troba a l'Atlàntic occidental: Colòmbia.

## Observacions
És inofensiu per als humans.